# 강나연
강나연(姜娜娟, 1979년 5월 25일 ~ )은 대한민국의 여류 아마 바둑 기사이다. 바둑TV의 《강나연의 9급 따라잡기》, 《한세실업배 대학동문전》, EBS 바둑교실 진행과 SKY 바둑 진행, 인터넷 바둑강좌 등을 맡고 있다.

## 학력
- 세화여자중학교
- 서문여자고등학교
- 명지대학교 바둑학과 학사 (1998학번)
- 명지대학교 바둑학과 석사과정 졸업
- 명지대학교 문예창작학과 박사학위 취득

## 약력
- 2002년 - 롯데햄우유배 아마여류최강전 최강부 우승, 여성연맹회장배 최강부 우승
- 2003년 - 제23회 삼성카드배 전국여류아마바둑최고위전 최강부 우승, 협회장배 전국아마바둑대회 여성최강부 우승
- 2005년 - 서울시장배 여성최강부 준우승
- 2006년 - 스웨덴 유럽바둑선수권대회 우승
- 2016년 - 부총리 겸 교육부장관 인성교육 표창 수상
- 2019년 - 제100회 전국체전 바둑종목 페어부문 동메달
- 명지대 바둑학과 객원교수
- 한국기원 미래교육콘텐츠팀 팀장
- 한국여성바둑연맹 부회장 역임
- 한국대학바둑연맹 부회장
- 한국바둑학회 이사
- 세계바둑연맹(IGF) 사무국장
- 바둑영화 '스톤' 기획 및 특별출연
- tvN드라마 '미생' 바둑 자문위원
- 어린이 바둑학습만화 시리즈 <바둑전쟁 신들의 게임> 1-10권 감수 및 집필(김영사)
- 어린이 입문교재 <초등 창의인성 바둑교과서> 1-4권 기획 및 집필
- 어린이 바둑교육 어플리케이션 <렛츠고 바둑스쿨> 개발(영문용 포함)